# Знаки поштової оплати України 2014

Блок «Спільний випуск „Україна — Пакистан. Пам'ятки древніх культур“» пакистанської пошти, Rs.50.

Знаки поштової оплати України 2014 — перелік поштових марок, введених в обіг Укрпоштою у 2014 році. Було випущено 67 марок: одна стандартна восьмого випуску та 66 художніх (комеморативних) марок, присвячених пам'яті державних діячів, видатних діячів науки і культури, ювілеям знаменних дат, подіям, що зображують фауну і флору країни тощо. 28 комеморативних марок було об'єднано в 9 різноманітних поштових блоків. Вперше в історії української пошти марка «Дуб звичайний» була надрукована на самоклеючому папері.
Серед марок 2014 року є один спільний випуск Пошти України та Пошти Пакистану, присвячений Трипільській культурі та місту Мохенджо-Даро. Марки «Козак Мамай» та «Кобза» випущені під брендом Асоціації поштових підприємств EUROPA.
Марки було надруковано державним підприємством «Поліграфічний комбінат „Україна“» (Київ).
Відсортовані за датою введення.

## Список комеморативних марок
Список відсортовано за датою введення в обіг:
| № у каталозі                                       | Зображення | Опис та джерело | Номінал               | Дата введення в обіг   | Тираж   | Дизайн                                    |
| -------------------------------------------------- | ---------- | --- | --------------------- | ---------------------- | ------- | ----------------------------------------- |
| № 1352                                             |            | А. Гук «Букетик ромашок». | 2,00 гривні           | 24 січня 2014 року     | 153 000 | Андрій Гук                                |
| № 1353                                             |            | «Збірна України з біатлону-2014». На купонах зображено фото: - Олена Підгрушна, - Валентина Семеренко, - Юлія Джима, - Віта Семеренко | 3,30 гривні           | 31 січня 2014 року     | 161 000 | Василь Василенко (фото Марії Осолодкіної) |
| № 1354                                             |            | Леонід Кравчук. Перший Президент незалежної України. 80 років від дня народження. | 2,00 гривні           | 31 січня 2014 року     | 175 000 | Василь Василенко                          |
| м/а № 18 № 1355 № 1356 № 1357 № 1358 № 1359 № 1360 |            | Малий поштовий аркуш № 18 Архітектор Владислав Городецький |                       | 14 лютого 2014 року    | 50 000  | Іван Кравець                              |
| № 1355                                             |            | Малий аркуш Архітектор Владислав Городецький: - Караїмська кенаса. 1900 | 2,00 гривні           | 14 лютого 2014 року    | 100 000 | Іван Кравець                              |
| № 1356                                             |            | Малий аркуш Архітектор Владислав Городецький: - Фрагмент фасаду будинку Городецького. 1901—1903 (1) | 2,00 гривні           | 14 лютого 2014 року    | 50 000  | Іван Кравець                              |
| № 1357                                             |            | Малий аркуш Архітектор Владислав Городецький: - Фрагмент фасаду будинку Городецького. 1901—1903 (2) | 2,00 гривні           | 14 лютого 2014 року    | 50 000  | Іван Кравець                              |
| № 1358                                             |            | Малий аркуш Архітектор Владислав Городецький: - Будинок Національного художнього музею України. 1897—1899 | 3,30 гривні           | 14 лютого 2014 року    | 100 000 | Іван Кравець                              |
| № 1359                                             |            | Малий аркуш Архітектор Владислав Городецький: - Костел Святого Миколая. 1899—1909 | 4,80 гривні           | 14 лютого 2014 року    | 100 000 | Іван Кравець                              |
| № 1360                                             |            | Малий аркуш Архітектор Владислав Городецький: - Будинок Городецького. 1901—1903 | 5,60 гривні           | 14 лютого 2014 року    | 100 000 | Іван Кравець                              |
| № 1361                                             |            | Серія «Скарби музеїв України»: Архангел Гавриїл. Церковна корогва. Флорентійський художник, кін. XV ст. | 4,80 гривні           | 18 лютого 2014 року    | 147 000 | Флорентійський художник                   |
| Блок № 123 № 1362 № 1363 № 1364 № 1365             |            | Блок «Краса і велич України. Кіровоградська область» - Свято-Вознесенський собор (м. Бобринець) - Антропоморфна стела скіфського часу - Кіровоградський академічний обласний український музично-драматичний театр ім. М. Л. Кропивницького - Народний хореографічний ансамбль «Пролісок» | 2,00 2,50 4,80 гривні | 27 лютого 2014 року    | 47 000  | Олександр Калмиков                        |
| № 1366                                             |            | Кіровоград. Гімназія-інтернат — школа мистецтв. | 2,00 гривні           | 27 лютого 2014 року    | 155 000 | Олександр Калмиков                        |
| № 1367                                             |            | 20 років з часу заснування УКРПОШТИ. | 2,00 гривні           | 25 березня 2014 року   | 190 000 | Микола Кочубей                            |
| № 1368                                             |            | Збірна України з біатлону-2014. Золота естафета. 21.02.2014.: на марці зображено фото жіночої збірної України з біатлону. На купонах зображено фото: - Олена Підгрушна, - Валентина Семеренко, - Юлія Джима, - Віта Семеренко. | 3,30 гривні           | 15 квітня 2014 року    | 16 000  | Василь Василенко                          |
| № 1369                                             |            | Василь Липківський. Митрополит УАПЦ. 150 років від дня народження. | 2,00 гривні           | 8 травня 2014 року     | 155 000 | Микола Кочубей                            |
| № 1370                                             |            | Марія Капніст. 1914—1993. 100 років від дня народження. | 2,00 гривні           | 16 травня 2014 року    | 152 000 | Василь Василенко                          |
| № 1371                                             |            | Unicef | 2,00 гривні           | 29 травня 2014 року    | 194 000 | Анастасія Олійник                         |
| № 1372                                             |            | Серія «Скарби музеїв України»: Хуан де Сурбаран. Натюрморт зі збивачем для шоколаду. 1640 р. Національний музей мистецтв імені Богдана та Варвари Ханенків, Київ. | 5,70 гривні           | 29 травня 2014 року    | 147 000 | Хуан де Сурбаран                          |
| № 1373                                             |            | Літак «Ілля Муромець». | 2,00 гривні           | 17 червня 2014 року    | 186 000 | Валерій Руденко                           |
| № 1374                                             |            | Козак Мамай («EUROPA»). | 4,80 гривні           | 25 липня 2014 року     | 145 000 | Віталій Мітченко                          |
| № 1375                                             |            | Кобза («EUROPA»). | 5,70 гривні           | 25 липня 2014 року     | 145 000 | Віталій Мітченко                          |
| № 1378                                             |            | І. Ю. Рєпін «Запорожці пишуть листа турецькому султану», 1889—1896, з купоном. | 3,30 гривні           | 4 серпня 2014 року     | 190 000 | Світлана Бондар                           |
| № 1379                                             |            | Серія «Колекція сукулентних рослин та кактусів НБС ім. М. М. Гришка»: Гімнокаліціум анізіціі (Gymnocalycium anisitsii). | 2,00 гривні           | 15 серпня 2014 року    | 163 000 | Катерина Штанко                           |
| № 1380                                             |            | Серія «Колекція сукулентних рослин та кактусів НБС ім. М. М. Гришка»: Опунція мікродазіс (Opuntia microdasys). | 2,50 гривні           | 15 серпня 2014 року    | 163 000 | Катерина Штанко                           |
| № 1381                                             |            | Серія «Колекція сукулентних рослин та кактусів НБС ім. М. М. Гришка»: Пілозоцереус Палмера (Pilosocereus palmeri). | 3,30 гривні           | 15 серпня 2014 року    | 163 000 | Катерина Штанко                           |
| № 1382                                             |            | Серія «Колекція сукулентних рослин та кактусів НБС ім. М. М. Гришка»: Граптопеталум белум (Graptopetalum bellum). | 4,80 гривні           | 15 серпня 2014 року    | 163 000 | Катерина Штанко                           |
| № 1383                                             |            | ЄВРОМАЙДАН 2013—2014 EUROMAIDAN. | 2,00 гривні           | 22 серпня 2014 року    | 233 000 | Володимир Таран                           |
| Блок № 126 № 1384 № 1385 № 1386 № 1387             |            | Поштовий блок «Краса і велич України. Одеська область» з чотирьох марок: - Білгород-Дністровська фортеця (Аккерман) - Одеський морський вокзал - Свято-Миколаївська церква, м. Вилкове - Маяк порту м. Іллічівська | 2,00 2,50 5,70 гривні | 2 вересня 2014 року    | 51 000  | Олександр Калмиков                        |
| № 1388                                             |            | Пам'ятник дружині моряка, м. Одеса. | 2,00 гривні           | 2 вересня 2014 року    | 176 000 | Олександр Калмиков                        |
| Блок № 127 № 1389 № 1390 № 1391 № 1392             |            | Блок «Краса і велич України. Миколаївська область» з чотирьох марок: - Автотранспортна розв'язка, м. Первомайськ - Кафедральний собор Касперівської ікони Божої матері, м. Миколаїв - Природний парк «Бузький Гард», с. Мигія - ПАТ «Чорноморський суднобудівний завод», м. Миколаїв | 2,00 2,50 5,70 гривні | 13 вересня 2014 року   | 49 000  | Олександр Калмиков                        |
| № 1393                                             |            | Пам'ятник корабелам і флотоводцям, м. Миколаїв. | 2,00 гривні           | 13 вересня 2014 року   | 173 000 | Олександр Калмиков                        |
| № 1394                                             |            | Тарас Шевченко. Портрет В. Л. Кочубея. 1859. | 2,00 гривні           | 26 вересня 2014 року   | 201 000 | Тарас Шевченко                            |
| № 1395                                             |            | Тарас Шевченко. Дари в Чигрині 1649 року. 1844. | 2,50 гривні           | 26 вересня 2014 року   | 189 000 | Тарас Шевченко                            |
| Блок № 128 № 1396 № 1397                           |            | Блок «200-річчя від дня народження Тараса Шевченка» з двох марок. | 3,30 5,70 гривні      | 26 вересня 2014 року   | 59 000  | Володимир Таран                           |
| № 1398                                             |            | Серія «Скарби музеїв України»: Б. Д. Григор'єв «Дама в чорному», 1917. | 2,00 гривні           | 6 жовтня 2014 року     | 171 000 | Борис Григор'єв                           |
| № 1399                                             |            | Серія «Голуби»: Крюківський | 2,00 гривні           | 10 жовтня 2014 року    | 158 000 |                                           |
| № 1400                                             |            | Серія «Голуби»: - Одеський турман | 2,00 гривні           | 10 жовтня 2014 року    | 158 000 |                                           |
| № 1401                                             |            | Серія «Голуби»: - Київський світлий | 2,50 гривні           | 10 жовтня 2014 року    | 158 000 |                                           |
| № 1402                                             |            | Серія «Голуби»: - Миколаївський високолітний | 3,30 гривні           | 10 жовтня 2014 року    | 158 000 |                                           |
| № 1403                                             |            | Визволення України від нацистських загарбників. 22.VI.1941 — 28.X.1944. | 2,00 гривні           | 28 жовтня 2014 року    | 182 000 | Володимир Таран                           |
| № 1404                                             |            | 125 років Чернівецькому поштамту. | 2,00 гривні           | 31 жовтня 2014 року    | 170 000 | Оксана Здор                               |
| Блок № 129 № 1405 № 1406                           |            | Серія «Славетні роди України»: блок «Рід Терещенків»: - Герб роду Терещенків - Артемій Терещенко (1794—1877) | 4,80 5,70 гривні      | 14 листопада 2014 року | 38 000  | Володимир Таран                           |
| № 1407                                             |            | З Новим роком! З Різдвом Христовим! | 2,00 гривні           | 28 листопада 2014 року | 245 000 | Юліка Правдохіна                          |
| Блок № 130 № 1408 № 1409 № 1410 № 1411             |            | Блок «Краса і велич України. Волинська область» - «Пам'ятник Лесі Українці, м. Луцьк» - «Оконські джерела, с. Оконськ» - «Солом'яний виріб» - «Зимненський Святогорський монастир, с. Зимне». | 2,00 2,50 4,20 гривні | 4 грудня 2014 року     | 40 000  | Олександр Калмиков                        |
| № 1412                                             |            | Залізничний вокзал, Луцьк | 2,00 гривні           | 4 грудня 2014 року     | 181 000 | Олександр Калмиков                        |
| № 1413                                             |            | «За честь! За славу! За народ!» | 2,00 гривні           | 5 грудня 2014 року     | 183 000 | Володимир Таран                           |
| Блок № 131 № 1414 № 1415 № 1416 № 1417             |            | Блок «Щедра Україна. Зима»: - Заєць-біляк Lepus timidus; - Білка звичайна Sciurus vulgaris; - Калина звичайна Viburnum opulus; - Синиця велика Parus major | 2,00 3,30 гривні      | 19 грудня 2014 року    | 47 000  | Наталія Кохаль                            |
| Блок № 132 № 1419 № 1420                           |            | Блок (спільний випуск) «Україна — Пакистан. Пам'ятки древніх культур»: - «Трипільська культура (кінець VI — початок III тис. до н. е.)» - статуетка жіночу (с. Бернове-Лука, Чернівецька обл., V тис. до н. е.) - кубок біконічний розписний, із зображенням рослини (с. Томашівка, Черкаська обл., середина IV тис. до н. е.) - миска розписна (Черкаська обл., IV тис. до н. е.) - «Мохенджо-Даро, Пакистан» - теракотова статуя богині з руїн Мохенджо-Даро - печатки з Мохенджо-Даро - печатка з єдинорогом з руїн Мохенджо-Даро - горщик з листяним візерунком з Мохенджо-Даро | 4,80 гривні           | 25 грудня 2014 року    | 32 000  | Сергій Горобець                           |

## Восьмий випуск стандартних марок
| № у каталозі | Зображення | Опис та джерело                        | Номінал     | Дата введення в обіг | Тираж     | Дизайн          |
| ------------ | ---------- | -------------------------------------- | ----------- | -------------------- | --------- | --------------- |
| № 1418       |            | «Дуб звичайний» на самоклеючому папері | 2,00 гривні | 22 грудня 2014 року  | 2 000 000 | Володимир Таран |

## Конверти першого дня гашення
Друк офсетний формат
- С5 — 162×229 мм
- С6 — 114×162 мм

| № у каталозі                  | Зображення | Зображення                                     | Опис та джерело                                                                  | Дата введення в обіг | Формат, мм | Тираж  | Дизайн                 |
| № у каталозі                  | Конверт    | Штемпель                                       | Опис та джерело                                                                  | Дата введення в обіг | Формат, мм | Тираж  | Дизайн                 |
| ----------------------------- | ---------- | ---------------------------------------------- | -------------------------------------------------------------------------------- | -------------------- | ---------- | ------ | ---------------------- |
| № КПД 511 № ШПД 565           |            |                                                | Андрій Гук «Букетик ромашок»                                                     | 24 січня 2014        | С6         |        |                        |
| № КПД 512 № ШПД 566           |            |                                                | Збірна України з біатлону-2014                                                   | 31 січня 2014        | С6         | 2 500  | Василь Василенко       |
| № КПД 513 № ШПД 567           |            |                                                | Леонід Кравчук. Перший Президент незалежної України. 80 років від дня народження | 31 січня 2014        | С6         | 2 500  | Василь Василенко       |
| № КПД 514 № ШПД 568 № ШПД 569 |            |                                                | Архітектор Владислав Городецький. 1863-1930                                      | 14 лютого 2014       | С5         | 4 100  | Іван Кравець           |
| № КПД 515 № ШПД 570           |            |                                                | Архангел Гавриїл. Церковна корогва. Флорентійський художник, кін. XV ст.         | 18 лютого 2014       | С6         |        |                        |
| № КПД 517 № ШПД 571 № ШПД 572 |            | № 571 № 572                                    | Краса і велич України. Кіровоградська область                                    | 27 лютого 2014       | С6         | 4 100  | Олександр Калмиков     |
| № КПД 516 № ШПД 571 № ШПД 572 |            | № 571 № 572                                    | Краса і велич України. Кіровоградська область                                    | 27 лютого 2014       | С5         | 20 000 | Олександр Калмиков     |
| № КПД 518 № ШПД 573           |            |                                                | 20 років з часу заснування Укрпошти                                              | 25 березня 2014      | С6         | 2 500  | Микола Кочубей         |
| № КПД 519 № ШПД 574           |            |                                                | Василь Липківський. Митрополит УАПЦ. 150 років від дня народження                | 8 травня 2014        | С6         | 2 500  | Микола Кочубей         |
| № КПД 520 № ШПД 575           |            |                                                | Марія Капніст. 1914—1993. 100 років від дня народження                           | 16 травня 2014       | С6         | 2 500  | Василь Василенко       |
| № КПД 521 № ШПД 576           |            |                                                | UNICEF. Намалюй свої права                                                       | 29 травня 2014       | С6         | 2 500  | Анастасія Мороз (КПД)  |
| № КПД 522 № ШПД 577           |            |                                                | Хуан де Сурбаран. «Натюрморт зі збивачем для шоколаду», 1640 р.                  | 29 травня 2014       | С6         | 2 500  |                        |
| № КПД 523 № ШПД 578           |            |                                                | Літак «Ілля Муромець»                                                            | 17 червня 2014       | С6         | 2 500  | Валерій Руденко        |
| № КПД 524 № ШПД 579           |            |                                                | Національні музичні інструменти                                                  | 25 липня 2014        | С6         | 6 000  | Віталій Мітченко (КПД) |
| № КПД 525 № ШПД 580 № ШПД 581 |            |                                                | І. Ю. Рєпін «Запорожці пишуть листа турецькому султану», 1889-1896               | 4 серпня 2014        | С6         | 3 800  |                        |
| № КПД 526 № ШПД 582           |            |                                                | Колекція сукулентних рослин та кактусів НБС ім. М. М. Гришка                     | 15 серпня 2014       | С6         | 6 200  | Катерина Штанко (КПД)  |
| № КПД 527 № ШПД 583           |            |                                                | ЄВРОМАЙДАН 2013-2014 EUROMAIDAN                                                  | 22 серпня 2014       | С6         | 2 500  | Володимир Таран        |
| № КПД 528 № ШПД 584 № ШПД 585 |            | № 584 № 585                                    | Краса і велич України. Одеська область                                           | 2 вересня 2014       | С6         | 3 900  | Олександр Калмиков     |
| № КПД 516 № ШПД 584 № ШПД 585 |            | № 584 № 585                                    | Краса і велич України. Одеська область                                           | 2 вересня 2014       | С5         | 20 000 | Олександр Калмиков     |
| № КПД 529 № ШПД 586 № ШПД 587 |            | № 586 № 587                                    | Краса і велич України. Миколаївська область                                      | 13 вересня 2014      | С6         | 3 400  | Олександр Калмиков     |
| № КПД 516 № ШПД 586 № ШПД 587 |            | № 586 № 587                                    | Краса і велич України. Миколаївська область                                      | 13 вересня 2014      | С5         | 20 000 | Олександр Калмиков     |
| № КПД 530 № ШПД 588           |            |                                                | Тарас Шевченко. Портрет В. Л. Кочубея. 1859                                      | 26 вересня 2014      | С6         | 2 500  | Володимир Таран        |
| № КПД 531 № ШПД 588           |            | Тарас Шевченко. Дари в Чигрині 1649 року. 1844 | С6                                                                               | 26 вересня 2014      | 2 500      |        | Володимир Таран        |
| № КПД 532 № ШПД 588           |            | 200-річчя від дня народження Тараса Шевченка   | С5                                                                               | 26 вересня 2014      | 2 700      |        | Володимир Таран        |
| № КПД 533 № ШПД 589 № ШПД 590 |            | № 589 № 590                                    | Б. Д. Григор'єв «Дама в чорному», 1917                                           | 6 жовтня 2014        | С6         | 3 700  |                        |
| № КПД 534 № ШПД 591           |            |                                                | Голуби                                                                           | 10 жовтня 2014       | С6         | 3 000  |                        |
| № КПД 535 № ШПД 592           |            |                                                | Визволення України від нацистських загарбників. 22.VI.1941 — 28.X.1944           | 28 жовтня 2014       | С6         | 2 500  | Володимир Таран        |
| № КПД 536 № ШПД 593 № ШПД 594 |            | № 593 № 594                                    | 125 років Чернівецькому поштамту                                                 | 31 жовтня 2014       | С6         | 4 200  | Оксана Здор            |
| № КПД 537 № ШПД 595           |            |                                                | Славетні роди України. Рід Терещенків                                            | 14 листопада 2014    | С5         | 2 500  | Володимир Таран        |
| № КПД 538 № ШПД 596           |            |                                                | З Новим роком! З Різдвом Христовим!                                              | 28 листопада 2014    | С6         | 2 500  | Юліка Правдохіна       |
| № КПД 539 № ШПД 597 № ШПД 598 |            | № 597 № 598                                    | Краса і велич України. Воли́нська область                                         | 4 грудня 2014        | С6         | 5 700  | Олександр Калмиков     |
| № КПД 516 № ШПД 597 № ШПД 598 |            | № 597 № 598                                    | Краса і велич України. Воли́нська область                                         | 4 грудня 2014        | С5         | 20 000 | Олександр Калмиков     |
| № КПД 540 № ШПД 599           |            |                                                | За честь! За славу! За народ!                                                    | 5 грудня 2014        | С6         | 6 100  | Володимир Таран        |
| № КПД 541 № ШПД 600           |            |                                                | Щедра Україна. Зима                                                              | 19 грудня 2014       | С5         | 2 500  | Наталія Кохаль (КПД)   |
| № КПД 542 № ШПД 601           |            |                                                | Спільний випуск Україна - Пакистан. Пам'ятки древніх культур                     | 25 грудня 2014       | С5         | 2 100  | Сергій Горобець        |